# Lio Tipton
Lio Tipton (geboren als Analeigh Christian Tipton; Minneapolis, 9 november 1988) is een Amerikaanse actrice en model.
Tipton werd derde in het elfde seizoen van America's Next Top Model en is bekend voor het spelen van rollen in de films Crazy, Stupid, Love. en Warm Bodies.

## Filmografie
- Biblioteca Nacional de España: XX5323670
- Bibliothèque nationale de France: cb16675668z (data)
- Gemeinsame Normdatei: 1031333851
- International Standard Name Identifier: 0000 0003 8142 2987
- Library of Congress Control Number: no2012128115
- MusicBrainz: f99d5403-24ba-41bb-878c-9dade61953cf
- Nationale Bibliotheek van Israël: 987009445074505171
- Nederlandse Thesaurus van Auteursnamen: 390021830
- Système universitaire de documentation: 168986744
- Virtual International Authority File: 261261484
- WorldCat: E39PBJkmYxKmRmk6mkDxmfW4bd